# Angelo nella neve

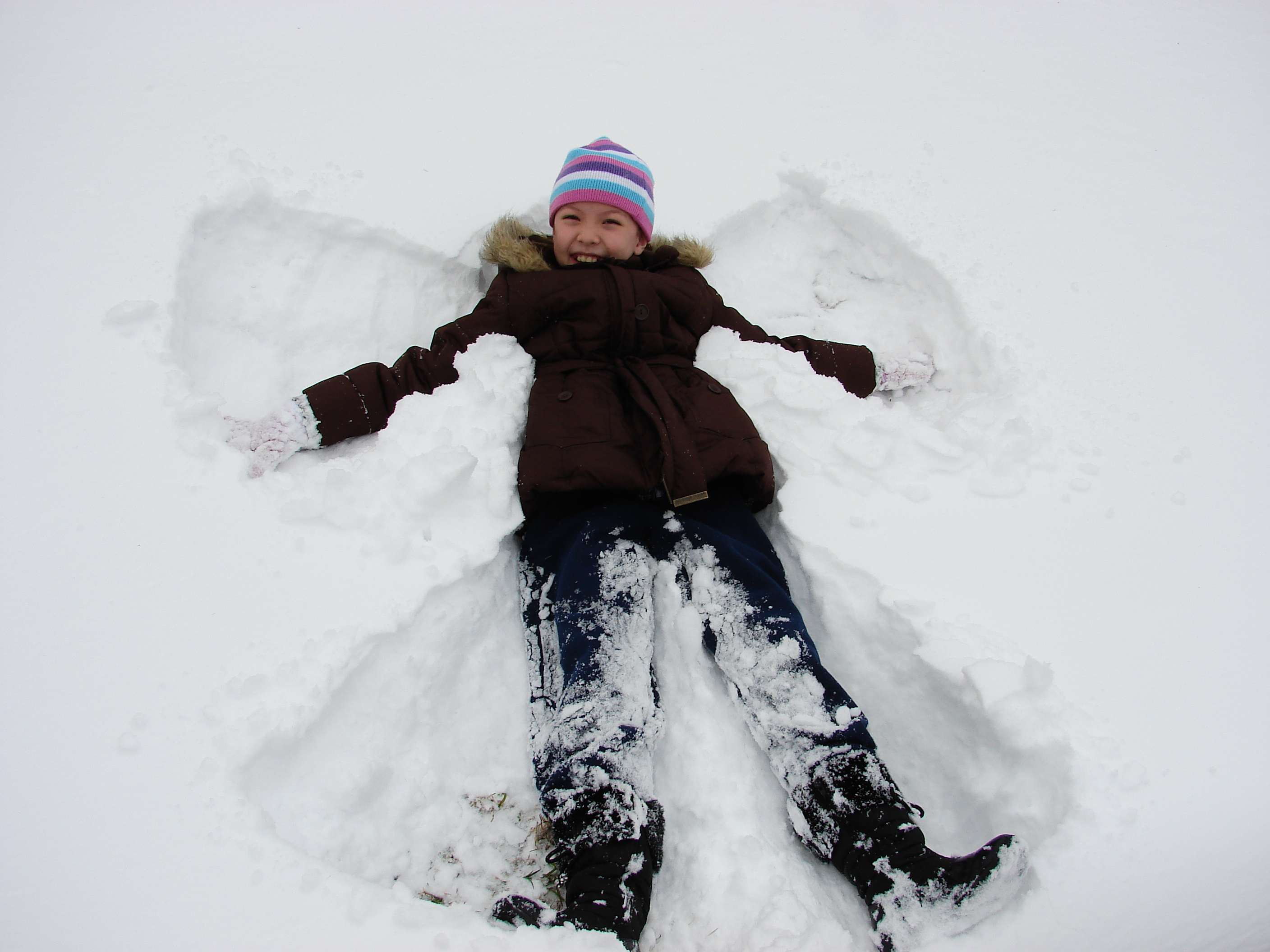

Un angelo nella neve è una figura che si ottiene giacendo supini sulla neve, sollevando e abbassando le braccia ed aprendo e chiudendo le gambe. L'angelo può essere decorato con pietre, pigne o altri oggetti reperiti in natura.
Secondo la pedagogista Marta Versiglia, il gioco stimola la motricità dei bambini, specie se viene svolto in presenza di molta neve, in quanto essa fa da attrito. Versiglia ritiene infatti che si tratta di «una prova di forza fisica e di consapevolezza del proprio corpo e dello spazio che occupa.»

## Primati mondiali
Negli USA si è tentato di battere il record del maggior numero di angeli nella neve realizzati in gruppo. Nel 2006, presso la Michigan Technological University, 3.784 individui riuscirono a ottenere il primato mondiale per il maggior numero di angeli nella neve. Il primato venne però superato l'anno seguente da un gruppo di 8.962 persone radunatesi al Campidoglio di Bismarck, nel Dakota del Nord.